# Ли, Сергей Валерьевич
Сергей Валерьевич Ли (род. 28 марта 1976, Моздок) — российский актёр и певец. Наибольшую известность приобрёл благодаря ролям в мюзиклах Notre-Dame de Paris, «Ромео и Джульетта», «Граф Орлов», «Анна Каренина» Московского театра оперетты.

## Биография

### Детство и юность
Сергей Ли родился в городе Моздок, расположенном в Северной Осетии. Его отец имеет корейские корни, а мать происходит из грузинской семьи. У Сергея Ли есть два младших брата. Мать работала в торговле, отец занимался сельским хозяйством.
Обучался в Моздокской средней школе № 1. Будучи старшеклассником, участвовал в городском народном театре, ставил спектакли, такие как «Сказка про Федота-стрельца», и пел под гитару. Писал стихи, занимался бальными танцами, пел в школьном хоре, посещал вокальный кружок в доме пионеров. Обучался в музыкальной школе по классу аккордеона. Посещал секцию волейбола, участвовал в кружке художественного чтения. Занимал пост председателя совета пионерской дружины. В 1988 году был награждён от дома пионеров поездкой в пионерский лагерь «Орлёнок».
В 1989 году принял участие во всесоюзном конкурсе, проходящем в газете «Пионерская правда», и был приглашен в Москву на завершающий тур в доме Пионеров. За выигрыш был награждён поездкой в город Пхеньян (Северная Корея) на всемирный фестиваль молодежи и студентов. Выиграв в очередном конкурсе, попал на последний слёт пионерской организации в «Артеке». В 1991 году работает там помощником вожатой.
В 1993 году при поступлении в Пятигорский институт иностранных языков экзамен по английскому языку сдал на 5 баллов, на сочинении недобрал один балл. Решил поступать в Международный гуманитарный корейский университет в Москве при Российском государственном социальном институте. Был принят на филологический факультет. С отличием окончил 1 курс. Университет был переведён с базы РГСУ на базу Института стран Азии и Африки. Ли перевёлся на факультет журналистики и остался в социальном институте. Во время обучения участвовал в студенческой самодеятельности, играл в КВН, пел, играл на гитаре. В 1998 с отличием защищтил дипломную работу на тему «Структура внутренней картины болезни и особенности самооценки ВИЧ-инфицированных потребителей наркотиков».
Во время учёбы был промоушн-менеджером, продвигал новое молдавское вино, преподавал английский язык в колледже рядом с общежитием. После окончания института устраивается работать в СПИД-сервисную организацию психологом на телефон доверия. Затем работал администратором в ресторане и менеджером в туристическом бизнесе.
В институте пел в группе «Неунывающие децибелы». В одной из московских студий встретил свою бывшую однокурсницу, работавшую менеджером труппы в мюзикле «Метро», которая пригласила его на дополнительный кастинг. В это же время в Москве началась подготовка к постановке мюзикла «Норд-Ост» по «Двум капитанам» В. Каверина. В нём Ли получил небольшую роль дворника Муса.
В мюзикле «Нотр-Дам де Пари» исполнял роль предводителя бродяг — Клопена.
В 2004 получит роль Бенволио в новой постановке Театра оперетты «Ромео и Джульетта». В 2006 году принял участие в гастрольной версии «Ромео и Джульетты» от Musical Trade.
В 2005 году продюсер мюзиклов «Метро», «Notre Dame de Paris» и «Ромео и Джульетта» Катерины Гечмен-Вальдек создал группу «Тринити», в которую вошли актёры её постановок, в том числе Сергей Ли.
С 2009 года стал принимать участие в новой постановке компании Musical Trade, мюзикле «Кабаре», где исполнял роль конферансье ЭмСи. С 2012 года играл в мюзикле «Граф Орлов». С 2016 года исполнял роль Алексея Вронского в мюзикле по мотивам романа Л. Н. Толстого «Анна Каренина». С 2019 − роль Эгля в мюзикле Максима Дунаевского по мотивам повести Александра Грина «Алые паруса».

## Театральные работы
- 1999 − мюзикл «Метро»
- 2001 − мюзикл «Норд Ост»
- 2002—2004 − мюзикл «Notre Dame de Paris», Клопен (Московский государственный академический театр оперетты)
- 2004—2006 − мюзикл «Ромео и Джульетта», Бенволио (Московский государственный академический театр оперетты)
- 2006—2011 − гастрольная версия мюзикла «Ромео и Джульетта», Бенволио, Меркуцио (Musical Trade)
- С 2009 − мюзикл «Cabaret», конферансье ЭмСи (Musical Trade)
- С 2012 − мюзикл «Граф Орлов», Михаил Доманский (Московский государственный академический театр оперетты)
- С 2016 − мюзикл «Анна Каренина», Алексей Вронский (Московский государственный академический театр оперетты)
- С 2019 − мюзикл «Алые паруса», Эгль (АНО «Музыкальное сердце театра»)
- С 2024 мюзикл «Последняя сказка», Султан Сулейман

## Прочие работы
- 2012 − 2013 — ледовое шоу И. Авербуха «Морозко» (озвучка)
- 2015, 2016 — ледовый мюзикл И. Авербуха «Кармен» (вокал)

## Альбомы
- 2003 «Звезды Notre Dame. Песни для взрослых» — песни «История любви», «Вояж», «Эммануэль», «Любовь», «Новогодняя песня»
- 2005 «Мюзикл Romeo & Juliette. Полная русская версия» — Партия Бенволио
- 2013 «Мюзикл Граф Орлов» — Партия Доманского

## Рецензии и отзывы
Наконец-то то, чего так долго ждали все любители французских (и не только) мюзиклов свершилось. 21 мая в Московском театре Оперетты состоялась премьера русской версии "покорившего мир мюзикла" - "Notre dame de Paris". ... Самыми большими сюрпризами стали исполнители ролей архидьякона Фролло и благородного (по Пламондону, а не по Гюго) короля бродяг Клопена - Александр Маракулин и Сергей Ли. Они поразили буквально всех (и я не исключение) своими необыкновенными голосами и прекрасной, напряженной игрой. Большой (если не большей) частью своего успеха премьерный спектакль обязан именно им.
С актёрами "Нотр-Даму" почти повезло. Очень сильным оказался мужской состав. Александр Маракулин (священник Фролло) из театра "Летучая Мышь", обладатель мощного голоса, сумел показать всю гамму чувств своего сильного героя, от сжигающей страсти до презрения к босоногой цыганке. Его партия "Ты гибель моя" стала одной из самых сильных сцен. Сергей Ли (предводитель Клопен), отыгравший полгода в "Норд-Осте", наделил своего персонажа резкой пластикой и экспрессией, которых не было в оригинале. По драматизму оба актёра даже выигрывают у своих французских предшественников.